# Wilsdruff
Wilsdruff è una città di 14 551 abitanti della Sassonia, in Germania. La città è situata 14 km a ovest di Dresda.
Appartiene al circondario della Svizzera Sassone-Monti Metalliferi Orientali (targa PIR).